# Geshe

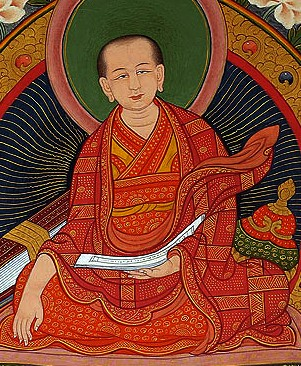
Chekawa Yeshe Dorje, en av de första som mottog titeln Geshe

Geshe är en akademisk titel inom den tibetanska buddhismen och bon. Inom den tibetanska buddhismen är titeln viktigast inom inriktningen gelug, men även inom sakya används titeln.
Läroplanen för studier som leder till titeln geshe är en variant på vad som studerades vid indiska buddhistiska klosteruniversitet, såsom Nalanda, innan de blev förstörda av muslimer som invaderade Indien. Titeln gavs först till mästare inom inriktningen kadam. Kadam splittrades senare och blev gelug. Två tidiga kadammästare som mottog titeln var Chekawa Yeshe Dorje (1102-1176) och Langri Tangpa (1054-1123).
Läroplanen består av studier av abhidharma (huvudsakligen verk av Asanga och Vasubandhu), prajnaparamita, madhyamaka, logik och vinaya. Titeln kan endast ges till munkar/nunnor, och läroplanen tar mellan 12 och 40 år att slutföra.
Den första kvinnan som mottog titeln (för kvinnor är titeln geshe-ma) var Kelsang Wangmo, som mottog titeln 2011.